# Torreilles
Torreilles (in catalano Torrelles de la Salanca) è un comune francese di 3 175 abitanti situato nel dipartimento dei Pirenei Orientali nella regione dell'Occitania.
La frazione Torreilles Plage è località balneare meta di turismo per lo più estivo.

## Società

### Evoluzione demografica
Abitanti censiti